# Dosage (vin)
Pour l’article homonyme, voir Dosage (homonymie).
Le dosage est une étape du processus de préparation des vins mousseux qui vise à adoucir par ajout d'une solution sucrée appelée liqueur d'expédition. Ce procédé aurait été inventé en 1836 par Jean Baptiste François, pharmacien à Châlons-en-Champagne, et est de ce fait parfois appelé « réduction François ».
Au-delà de goûts et de modes particulières, le besoin d'adoucir les vins effervescents provient du fait qu'ils sont obtenus à partir de raisins vendangés à plus faible maturité (par exemple, le décret d'appellation Champagne impose une richesse minimale en sucres de 143 grammes par litre de moût et un titre alcoométrique volumique naturel de 9 % quand celui de Meursault impose respectivement 170 g/l et 11 %). Ces vins plus vifs et parfois plus « verts » appellent un rééquilibrage.
Aux profits conjugués des changements climatiques et d'un accroissement qualitatif (notamment des méthodes de culture, de vendange et de pressurage), on notera cependant que les vins de Champagne présentent des maturités croissantes et que la nécessité de dosage diminue. Les cuvées de Champagne non dosées sont donc, en partie pour cette raison, de plus en plus fréquentes.

## Déroulement de l'opération
Le dégorgement a laissé dans la bouteille un vide qu'il s'agit maintenant de combler. De plus, l'acidité naturelle du vin et du dioxyde de carbone étant élevée, il est nécessaire d'édulcorer le contenu, selon que l'on désire obtenir un vin extra-brut, brut nature, brut, extra-sec (ou extra-dry), sec (ou dry), demi-sec, ou doux. C'est le rôle que va jouer la liqueur d'expédition (ou « liqueur de dosage ») qui n'est autre qu'un mélange de sucre de canne très pur et de vieux vins de Champagne adapté à chaque cuvée. Cette liqueur a été préparée quelques mois auparavant avec du vin de réserve d'au moins deux ans d'âge, soigneusement filtré sur des plaques stérilisantes pour éviter toutes levures ou bactéries qui provoqueraient une fermentation intempestive. 
Différentes mentions peuvent être portées sur la bouteille en fonction de la teneur en sucre du vin après dosage (le sucre provenant du dosage venant s'ajouter aux éventuels sucres résiduels). Selon la législation européenne modifiée en 2009, les mentions suivantes sont applicables :
- brut nature, pas dosé, dosage zéro : absence de dosage et teneur en sucre inférieure à 3 g/l ;
- extra-brut : teneur en sucre entre 0 et 6 g/l ;
- brut : teneur en sucre inférieure à 12 g/l ;
- extra-sec : teneur en sucre comprise entre 12 et 17 g/l ;
- sec : teneur en sucre comprise entre 17 et 32 g/l ;
- demi-sec : teneur en sucre comprise entre 32 et 50 g/l ;
- doux : teneur en sucre supérieure à 50 g/l.

Chez les vins qui ne font l'objet d'aucun dosage complémentaire (les « bruts nature »), le vide dû au dégorgement est alors complété par l'ajout d'un vin identique à celui contenu dans la bouteille. Ces vins sont aussi dits « totalement bruts » et portent plusieurs noms : brut 100 %, brut 0, brut intégral, brut sauvage, ultra brut, etc. (ex. : l'ultra brut de Laurent-Perrier)
Le dosage proprement dit, c'est-à-dire l'addition de 0 jusqu'à 5 ou 6 cl de liqueur d'expédition dans la bouteille dégorgée, s'effectue à l'aide d'une machine automatique ou semi-automatique, la doseuse. En fonction de la taille des exploitations, ces doseuses sont plus ou moins perfectionnées, sachant qu'elles peuvent traiter jusqu'à 18 000 bouteilles/h. Une telle machine travaille en trois temps :
- tout d'abord, elle extrait quelques centilitres de vin de la bouteille afin de faire de la place pour la liqueur d'expédition ;
- elle introduit ensuite la liqueur d'expédition ;
- elle complète enfin la bouteille avec le vin précédemment prélevé. L'excédent reste dans le réservoir de la doseuse.

Immédiatement après, les bouteilles sont dirigées vers une machine à boucher, contiguë à la doseuse, pour y être hermétiquement fermées par un bouchon de liège de la meilleure qualité, maintenu par un muselet en fil de fer. La bonne conservation du vin, dont le dioxyde de carbone ne doit à aucun prix s'échapper, en dépend.

## Habitudes et goûts
L'origine fort ancienne du dosage permet d'affirmer qu'autrefois, on dosait davantage qu'aujourd'hui. Le choix du consommateur a suivi l'évolution de ses goûts qui lui font préférer aujourd'hui des vins plus secs, probablement en fonction de la richesse de l'alimentation moderne qui nécessite un apport moindre en sucre. Les pays scandinaves où il fait froid restent les seuls à commander encore des vins doux et demi-secs. Les Russes, les plus grands amateurs de vins effervescents de Champagne jusqu'à la Révolution de 1917, ne buvaient que des Champagnes doux, d'où la qualification de goût russe pour celui-ci, tandis que les Américains préféraient le sec, dit « goût américain », et les Anglais l'extra-dry et le brut, appelé parfois goût anglais. Si bien que pendant longtemps, le dosage des vins exportés a varié avec le pays de destination. Cela n'est plus le cas de nos jours, où le niveau du dosage réalisé doit précisément figurer sur l'étiquette.